# Руота д’Оро 2024
55-й выпуск  Руота д’Оро — шоссейной однодневной велогонки по дорогам в Италии. Гонка прошла 24 сентября 2024 года в рамках Европейского тура UCI 2024 (категория 1.2U). Победу одержал российский велогонщик Роман Ермаков.

## Участники
На участие в гонке заявлено 36 команд.
| UCI ProTeam- VF Group-Bardiani CSF-Faizané UCI Continental Teams (15)- Soudal Quick-Step Devo Team - MBH Bank Colpack Ballan - Zalf Euromobil Fior - Biesse-Carrera - CTF Victorious - UC Monaco - Q36.5 Continental Cycling Team - Tirol KTM Cycling Team - General Store-Essegibi-F.Lli Curia - Rime Drali - WSA KTM Graz - Team Technipes #inEmiliaRomagna - Gallina-Ecotek-Lucchini - Work Service-Vitalcare-Dynatek - MG.K Vis Colors For Peace Любительские, клубные или региональные команды (20)- U.C. Trevigiani Energiapura Marchiol - Futura Team-Rosini - Petroli Firenze-Hopplà - Mastromarco Sensi Nibali - Velo Club Mendrisio - Holdsworth Zappi RT - GS Sissio Team - Namedsport-MI Impianti - Aran Cucine Vejus - Team Bike Sicilia - Multicar Amarù - Solme-Olmo - Gragnano Sporting Club - Maltinti Lampadari-Banca di Cambiano - Bialini Gomola CCN - Cycling Sheffield - Tripetetolo - Calzaturieri Montegranaro - Team Gaiaplast Bibanese - U.C. Pistoiese - Velo Club Empoli |
| |

## Маршрут
Дистанция гонки составила 169 километров.

## Ход гонки
На старт гонки вышел 161 велогонщик. Через несколько километров состоялся отрыв из 13 гонщиков, которые имели максимальное преимущество более 4 минут. Перед сотым километром, когда на гонку также обрушился дождь, группа лидеров разделилась, а выбор среди преследователей был очевиден уже тогда, когда до финиша оставалось еще 60 км. Из беглецов Скалько, Чесини и Путц вышли командовать гонкой, преследуемые секстетом, который на 110-м километре снова присоединился к тройке. Финал включал в себя сначала подъем на Чиму Монтичелло, а затем на подъем на Асьоне ди Чиконья в спринте не было равных россиянину.

## Результаты
| \| Генеральная классификация \| Генеральная классификация \| Генеральная классификация \| Генеральная классификация \| Генеральная классификация \| \| Гонщик \| Гонщик \| Команда \| Время \| \| \| ------------------------- \| ------------------------- \| ---------------------------------- \| ------------------------- \| ------------------------- \| \| 1-й \| Роман Ермаков \| Cycling Team Friuli ASD \| 3ч 58' 35 \| \| \| 2-й \| Travis Stedman \| Q36.5 Continental \| + 0 \| \| \| 3-й \| Алессандро Пинарелло \| Green Project-Bardiani CSF-Faizanè \| + 0 \| \| |                      |                                    |           |
| |                      |                                    |           |
| Источник: ProCyclingStats |                      |                                    |           |
| Генеральная классификация |                      |                                    |           |
| Гонщик | Гонщик               | Команда                            | Время     |
| 1-й | Роман Ермаков        | Cycling Team Friuli ASD            | 3ч 58' 35 |
| 2-й | Travis Stedman       | Q36.5 Continental                  | + 0       |
| 3-й | Алессандро Пинарелло | Green Project-Bardiani CSF-Faizanè | + 0       |